# Новоспасский сельсовет (Оренбургская область)
Новоспасский сельсовет — сельское поселение в Матвеевском районе Оренбургской области Российской Федерации.
Административный центр — село Новоспасское.

## История
9 марта 2005 года в соответствии с законом Оренбургской области № 1904/312-III-ОЗ образовано сельское поселение Новоспасский сельсовет, установлены границы муниципального образования.

## Население
| 2010 | 2012 | 2013 | 2014 | 2015 | 2016 | 2017 |
| ---- | ---- | ---- | ---- | ---- | ---- | ---- |
| 367  | ↘346 | ↘337 | ↘331 | ↘322 | ↘318 | ↘301 |
| 2018 | 2019 | 2020 | 2021 |      |      |      |
| ↗302 | ↘284 | ↘274 | ↘260 |      |      |      |

## Состав сельского поселения
| № | Населённый пункт | Тип населённого пункта       | Население |
| - | ---------------- | ---------------------------- | --------- |
| 1 | Новоспасское     | село, административный центр | 235       |
| 2 | Садак            | посёлок                      | 132       |